# Logos (navire)
 (mars 2021).
Si vous disposez d'ouvrages ou d'articles de référence ou si vous connaissez des sites web de qualité traitant du thème abordé ici, merci de compléter l'article en donnant les références utiles à sa vérifiabilité et en les liant à la section « Notes et références ».
Pour les articles homonymes, voir Logos (homonymie).
Le Logos est un paquebot construit en 1949 et racheté par la compagnie Educational Book Exhibits Ltd. (EBE) en 1970. Il est converti en bibliothèque flottante et devient le Logos. Il s’échoue le 4 janvier 1988 dans le canal Beagle et est déclaré perte totale. Son épave y est toujours visible.

## Histoire
Le Logos est un paquebot construit en 1949 par les chantiers d’Elseneur pour la compagnie Königliche Grönländische Handelsgesellschaft sous le nom de Umanak. Il est alors utilisé pour remplacer le navire Amdrup, détruit par un incendie, sur la liaison maritime entre le Groenland et le Danemark.
En octobre 1970, il est racheté par la compagnie Educational Book Exhibits Ltd. (EBE), dont il est le premier navire, et est entièrement rénové. Il est remis en service en 1971 en étant utilisé comme bibliothèque flottante sous le nom de Logos. Le directeur international d'Opération Mobilisation, George Verwer, habite dans le navire avec sa famille durant les quatre premières années.
En 1980, lors d’un voyage en mer de Chine méridionale, le Logos prend à bord 92 Vietnamiens entassés dans deux boat-people.
Le 4 janvier 1988, alors que le bateau a quitté depuis peu le port d’Ushuaïa, il s’échoue dans le canal Beagle par mauvais temps. Aucune victime n’est à déplorer, mais le navire est déclaré « perte totale ». L’épave, partiellement submergée, sert pendant quelques années de cible de tir pour la Marine chilienne. Elle est encore visible de nos jours.
En 17 ans de service pour la compagnie Educational Book Exhibits Ltd. (EBE), le navire a accosté dans 250 ports, répartis dans 103 pays différents, et a accueilli pas moins de 7 millions de visiteurs. 51 millions de livres ont été vendus ou distribués au cours de cette période.
À la fin de l’année 1988, la compagnie Educational Book Exhibits Ltd. (EBE) achète un nouveau navire, le ferry espagnol Antonio Lazaro (en), et le transforme en bibliothèque flottante sous le nom de Logos II (en) en remplacement du Logos.